# Causa Etchecolatz
Se conoce como causa Etchecolatz la causa que llevó el Tribunal Oral en lo Criminal Federal N.º 1 de La Plata, en la que se juzgó al ex director general de Investigaciones de la Policía de la Provincia de Buenos Aires, Miguel Osvaldo Etchecolatz, por los delitos de «homicidio calificado», «privación ilegal de la libertad calificada» y «aplicación de tormentos» cometidos contra 8 personas, que sucedieron desde octubre y noviembre de 1976. El juicio comenzó el 20 de junio de 2006 y el 19 de noviembre del mismo año se lo encontró culpable de todos los crímenes que le fueron imputados, por lo que recibió una condena de reclusión perpetua e inhabilitación absoluta perpetua.
Se trató de la primera causa por delitos de lesa humanidad elevada a juicio y la segunda causa que tuvo sentencia en el país. Asimismo, es conocida por haber sido la causa en la que testificó Jorge Julio López y se ha relacionado esta causa con la desaparición del testigo.

## Antecedentes
En 1986 Etchecolatz fue sentenciado a 23 años de cárcel como responsable de haber ejecutado 91 tormentos pero la Corte Suprema de Justicia anuló la sentencia por aplicación de la Ley de Obediencia Debida.
En 1998, organismos de derechos humanos demandaron ante la Cámara Federal de Apelaciones de La Plata la apertura de un proceso en el que se investigaran los hechos que condujeron a la desaparición de personas en la zona de jurisdicción del Tribunal (La Plata, Berisso, Ensenada, sur del Gran Buenos Aires y parte del oeste de la provincia).
En 1999, el camarista Leopoldo Schiffrin, luego de su participación en los Juicios por la Verdad realizados en la ciudad de La Plata, solicitó a la Cámara que cite a Miguel Etchecolatz a prestar declaración indagatoria sobre los nuevos delitos denunciados, que no habían sido incluidos en el juzgamiento que se llevó a cabo en los años 80, en la denominada Circuito Camps, quienes resolvieron no hacer lugar al pedido y remitir la causa al fiscal general para que formule la denuncia correspondiente ante los jueces de primera instancia. Luego, el juez de la causa se declaró incompetente y remitió las actuaciones a Capital Federal. De esa manera la causa quedó en manos del juez porteño Rodolfo Canicoba Corral, quien amplió la investigación y procesó al represor.
A raíz de la anulación de las leyes de impunidad, la ley de punto final y la de obediencia debida, la Cámara de la Capital Federal resolvió la reapertura de la causa "Camps" y su remisión a La Plata. En consecuencia, la causa Etchecolatz también fue remitida y fue elevada a juicio. En 2004, también debido a la anulación de dichas leyes, Etchecolatz tuvo que completar la sentencia recibida en 1986. En principio, cumpió dicha condena con el beneficio del arresto domiciliario, pero en 2006 ese beneficio le fue revocado debido a, entre otras cosas, que se comprobó que tenía en su poder un arma de fuego, una Browning 9 mm de Fabricaciones Militares.
Miguel Etchecolatz fue el primer represor llevado a juicio oral y público en Argentina luego de la anulación de las leyes de impunidad.

## Imputados
El único imputado en la causa fue el propio Etchecolatz, expolicía que fue la mano derecha del ex General Ramón Camps. Fue Jefe de Policía de la Provincia de Buenos Aires durante el Proceso de Reorganización Nacional. Responsable directo del operativo contra un grupo de adolescentes conocido como la Noche de los Lápices. Condenado a 23 años de prisión como responsable de haber ejecutado 91 tormentos, la Corte Suprema anuló esa sentencia por aplicación de la Ley Obediencia Debida. Debió cumplir una condena de siete años por la supresión de identidad de un hijo de desaparecidos.

## Víctimas
Las víctimas por las que fue juzgado fueron:
Diana Esmeralda Teruggi

Diana Esmeralda Teruggi era una estudiante de Letras de 26 años. Fue asesinada en 1976 en la ciudad de La Plata junto a tres compañeros de militancia, en un operativo que comandaron Camps y Etchecolatz, el grupo de tareas bombardeó durante cuatro horas la casa en la que Diana vivía con su hija Clara Anahí, de dos meses, y su pareja, Daniel Mariani, un economista de veintiocho años.
Patricia Dell'Orto
Ambrosio de Marco
Patricia Dell'Orto fue secuestrada junto a su esposo Ambrosio de Marco, en una quinta de la localidad de City Bell el 5 de noviembre de 1976, y vistos en el Pozo de Arana, uno de los centros clandestinos de detención que funcionaron en cercanías de la ciudad de La Plata, donde fueron torturados y ejecutados con disparos a la cabeza.
Nora Formiga
Elena Arce Sahores
Margarita Delgado
Nora Livia Formiga, Elena Arce Sahores y Margarita Delgado fueron secuestradas el 22 de noviembre de 1977 en el domicilio de la primera en La Plata, y fueron vistas tanto en La Cacha como en la Comisaría 8.º de la policía bonaerense, víctimas de la aplicación de tormentos fueron asesinadas y sus cuerpos enterrados en tres tumbas del cementerio de La Plata como N.N.
Jorge Julio López
Jorge Julio López fue detenido ilegalmente el 27 de octubre de 1976, y mantenido en cautiverio hasta el 25 de junio de 1979, habiendo estado detenido en el pozo de Arana, en las comisarías 5.º y 8.º de La Plata y finalmente en la Unidad 9 del Servicio Penitenciario Provincial a disposición del Poder Ejecutivo Nacional, lugares en los que fue torturado en reiteradas oportunidades.
Nilda Eloy
Nilda Emma Eloy, fue secuestrada del domicilio de sus padres en La Plata el 1 de octubre de 1976 por un grupo comandado por Etchecolatz y llevada a distintos centros de detención La Cacha, Pozo de Quilmes, Pozo de Arana, el Vesubio y El Infierno, torturada en reiteradas oportunidades y la Comisaría 3.ª de Lanús, hasta que fue colocada a disposición del Poder Ejecutivo Nacional y llevada a la cárcel de Villa Devoto donde recupera su libertad a principios de 1979.

## Testigos
A lo largo de tres meses se escucharon a 134 testigos, en su mayoría familiares, policías y liberados de los centros clandestinos de detención.
Entre ellos: Nilda Eloy, Emilce Moler, Mercedes Borra, Oscar Solís, Adolfo Paz, Horacio Matoso y Eduardo Castellanos, Walter Docters, Nora Ungaro, Alberto Rudiez, Jorge Julio López, Adriana Calvo, Víctor Illodo, Julio Mayor, María Hebelia Sanz, Alfonso Mario Dell'Orto, Carlos Alberto De Francesco, María Isabel Chorobik de Mariani, Ángel Colabella, Lilian Stancati, Rosaria Isabella Valenzi, Claudia Bellingeri, Hugo Alberto Guallama, Nieves Luján Acosta, José Horacio Perelló, Oscar Ruiz, Ana María Bossio, Mauricio Jorge Peiris, Florencio Gabriel Quiroga, María Isabel Chorobik de Mariani, Guillermo García Cano, José Venditti, Juan Carlos Piedra, Mabel Susana Suárez, Néstor Pablo de Tomas, Guillermo Gallo, Alfredo Eduardo Ves Lozada, Alejandro Incháurregui, César Miguel San Sebastián, Alejo Ramos Padilla, Eduardo Alfredo Ves Losada, Atilio Gustavo Calotti, Nidia Esther, María Ruth Formiga, Ana María Tasca, Sebastián Casado Tasca, Teresa Calderoni, Patricia Pérez Catán, Claudia Arce de Lanusse, Bonifacia del Carmen Díaz, Mario Horacio Torres, Antonia Irina Aguirre, Raúl Alfonsín.

## Condenas
El Tribunal Oral en lo Criminal Federal 1 de La Plata el 19 de noviembre de 2006 halló a Miguel Osvaldo Etchecolatz culpable de todos los crímenes que le fueron imputados y dictó una sentencia de reclusión perpetua e inhabilitación absoluta perpetua.
La condena tuvo dos hechos sobresalientes, fue la primera vez que fue reconocido que "todos esos hechos configuran delitos de lesa humanidad cometidos en el marco del genocidio que tuvo lugar en la República Argentina entre los años 1976 y 1983". Además, también se dictó que se niegue el beneficio de la prisión domiciliaria a Etchecolatz debido a que al ser juzgado y gozar de ese beneficio se comprobó que tenía en su posesión "juicio una pistola de grueso calibre y una cantidad significativa de municiones" y porque "Etchecolatz evidenció con sus acciones un desprecio total por el prójimo y formando una parte esencial de un aparato de destrucción, muerte y terror. (...) cometió delitos atroces y la atrocidad no tiene edad."